# Pangoniinae
Pangoniinae es una subfamilia de dípteros tabánidos. Contiene los siguientes géneros y tribus.

## Géneros
- Tribu: Pangoniini
  - Género: Apatolestes Williston, 1885
  - Género: Asaphomyia Stone, 1953
  - Género: Austroplex Mackerras, 1955
  - Género: Brennania Philip, 1941
  - Género: Caenoprosopon Ricardo, 1915
  - Género: Ectenopsis Macquart, 1838
  - Género: Esenbeckia Rondani, 1863
  - Género: Pangonius Latreille, 1802
  - Género: Pegasomyia Burger, 1985
  - Género: Protosilvius Enderlein, 1922
  - Género: Stonemyia Brennan, 1935
  - Género: Therevopangonia Mackerras, 1955
- Tribu: Philolichini 
  - Género: Philoliche
- Tribu: Scepsidini 
  - Género: Scepsis Walker, 1850
- Tribu: Scionini 
  - Género: Fidena Walker, 1850
  - Género: Goniops Aldrich, 1892
  - Género: Scaptia Walker, 1850
  - Género: Scione
- incertae sedis:
  - Género: Zophina